# Schismatoglottis zonata
Schismatoglottis zonata är en kallaväxtart som beskrevs av Hallier f. Schismatoglottis zonata ingår i släktet Schismatoglottis och familjen kallaväxter. Inga underarter finns listade.